# 亀岡大郎
亀岡 大郎（かめおか たろう、1926年（大正15年） - 2019年6月28日）は、日本の実業家、経済評論家、ジャーナリスト。日本統治時代の朝鮮・京城府出身。本項目では亀岡が設立した「亀岡大郎取材班グループ」についても説明する。

## 略歴
近畿大学中退後、1947年広島新聞入社。社会部記者を経て、1949年野田経済研究所に入所、経済記者としての経験を積む。1952年、大阪の夕刊紙である新大阪新聞社入社。社会部で勤務後、証券、財界を担当。1957年から「北浜太郎」名義で「アスの投資戦術」を連載。同新聞で経済部長を務めたのち、経済評論家に転身。文藝春秋、週刊文春、週刊現代、サンデー毎日、週刊読売、週刊サンケイ、週刊ポストなど多くの雑誌や全国の新聞社にて記事を執筆した。
1974年「亀岡大郎取材班」を設立、代表取締役となる。多数の業界専門紙を中心とした企業集団「亀岡大郎取材班グループ」を形成。2019年6月28日、老衰のため死去。93歳没。
弟子には荻原博子（経済評論家）や千葉明（ジャーナリスト）などがいる。

## 亀岡大郎取材班
1974年12月に設立された亀岡の事務所であり、当初は新聞や雑誌向けに多数の経済記事を配信する通信社的な機能をもった記者集団であったが、のちに記者を独立させてスモールビジネスによる分社化経営に転じ、数多くの専門紙を発行する企業集団となった。2019年現在はグループ12社で構成される。

### 亀岡大郎取材班グループ
- 株式会社亀岡大郎取材班
- 株式会社全国賃貸住宅新聞社
- 株式会社ビル経営研究所
- 株式会社リフォーム産業新聞社
- 株式会社ブライダル産業新聞社
- 株式会社日本流通産業新聞社
- 株式会社サクセスマーケティング
- 株式会社マンション管理新聞社
- 株式会社高齢者住宅新聞社
- 株式会社日流プランニング
- 株式会社アドシックス
- 青潮出版株式会社

### グループの刊行紙・雑誌
- 全国賃貸住宅新聞
- 家主と地主
- 高齢者住宅新聞
- 週刊ビル経営
- 不動産ソリューション
- マンション管理新聞
- ブライダル産業新聞
- 国際ホテル旅館
- リフォーム産業新聞
- 工務店新聞
- リサイクル通信
- 株主手帳
- 日本ネット経済新聞
- 日本流通産業新聞
- ネットワークビジネス
- 国際イベントニュース

## 書籍
- 『株の秘密 : 新しい株式教科書』講談社〈ミリオン・ブックス〉、1961年。
- 『重役 : 日本のトップマネージャー』講談社、1962年。
- 『1962年の株式投資 : 必勝と安全の戦術』講談社、1961年。
- 『1963年の株式投資 : 必勝と安全の戦術』講談社、1962年。
- 『1964年の株式投資 : 転換期に儲ける法』講談社、1963年。
- 『経営の魔術 : 成長する会社・しない会社』講談社〈ミリオン・ブックス〉、1964年。
- 『ポケット・エコノミー : ビジネスマン経済教養手帖』講談社〈ミリオン・ブックス〉、1964年。
- 『サラリーマン恐怖時代』文藝春秋新社〈ポケット文春〉、1965年。
- 『マネーハント』文藝春秋、1966年。
- 『株の操縦者 : 株価の秘密を解く』講談社〈ミリオン・ブックス〉、1966年。
- 『独走野村相場 : 株の魔術師』秋田書店〈サンデー新書〉、1967年。
- 『恐怖のドル侵略 : 狙われる日本の企業』秋田書店〈サンデー新書〉、1967年。
- 『セールス戦国書 : 勝つもの亡びるものは誰か』日本経営出版会〈ケイエイ選書〉、1968年。
- 『自動車戦争 : BIG-3対日本』講談社、1968年。
- 『日航の国際商戦 : 国際航空競争の内幕』秋田書店〈サンデー新書〉、1968年。
- 『重役戦争 : 企業の血戦 ビッグ・ビジネスの主導権は誰の手に?』双葉社〈双葉新書〉、1968年。
- 『株式戦争 : 企業の血戦 大衆投資家の知らない兜町(秘)』双葉社〈双葉新書〉、1969年。
- 『三菱対住友 : 日本経済の主導権争い』文藝春秋〈文春ビジネス〉、1969年。
- 『企業と決断 : 経営者になるための実践的思考』勝利出版、1969年。
- 『現代の血戦 : 激突する大企業』ノーベル書房、1969年。
- 『ぶったくり相場 : 大衆投資家をあやつる証券界の内幕』秋田書店、1970年。
- 『これがエコノミック・アニマルだ』サンケイ新聞社出版局、1970年。
- 『危険を撤く会社 : 公害の発生源-あなたのところは大丈夫か』祥伝社, 発売:小学館〈ノン・ブック〉、1970年。
- 『日本の挑戦』 上、文藝春秋〈文春ビジネス〉、1970年。
- 『日本の挑戦』 下、文藝春秋〈文春ビジネス〉、1971年。
- 『35社の秘密 : ライバルをやっつけろ』サンケイ新聞社出版局、1971年。
- 『セックス産業 : 2兆円の欲望を開発する レジャー時代の成長ビジネス』ベストセラーズ、1971年。
- 『ゲリラ商法 : その機知奇略のすべて』ベストセラーズ〈ベストセラーシリーズ〉、1972年。
- 『ヤクルト・ダスキン急成長の秘密』自由国民社、1972年。
- 『明日への挑戦 : 西暦2000年に賭ける37社の企業戦略』20世紀企画、1972年。
- 『肩書でメシが食えるか : 新経営者論』白馬出版、1973年。
- 『商売がうまい奴 : ちょっとマネて成功する方法』ベストセラーズ〈ベストセラーシリーズ〉、1973年。
- 『財界人太平洋戦記』 上、文藝春秋、1973年。
- 『財界人太平洋戦記』 下、文藝春秋、1974年。
- 『乱世商法 : 要領よく儲ける44の戦術』サンケイ新聞社出版局〈サンケイビジネス〉、1974年。
- 『先の読めない奴は没落する : 不況期に勝つ37の特訓』サンケイ新聞社出版局〈サンケイビジネス〉、1974年。
- 『常識を捨てた奴しか儲からない : 減速経済時代を勝ち抜く経営戦略』サンケイ新聞社出版局〈サンケイビジネス〉、1975年。
- 『人間商法 : 日本流フランチャイズ成功法』東京経済、1975年。
- 『人マネでは儲からない : 足で集めた商売成功のコツ』実業之日本社〈実日新書〉、1976年。
- 『組織で売りまくれ : 今、逆転の販売方式』ベストセラーズ〈ワニの本 ベストセラーシリーズ〉、1977年。
- 『儲けの鉄則を破って儲ける : 人の逆を行く商法』ベストセラーズ〈ワニの本 ベストセラーシリーズ〉、1978年8月。
- 『女性のための素敵な事業学 : OL・主婦もオーナーになりなさい』三天書房、1980年2月。
- 『女房に会社を作らせる法 : これからは"リレー方式"で儲けろ』主婦と生活社〈21世紀ブックス〉、1980年11月。
- 亀岡大郎, 亀岡大郎取材班 編『証券人脈 : この巨魁な人びとの素顔』自由国民社〈読む紳士録・企業人脈シリーズ〉、1981年7月。
- 『自動車人脈 : 世界征服をもくろむ男達』自由国民社〈読む紳士録・企業人脈シリーズ〉、1981年12月。
- 『生保人脈 : 生死を計算する巨魁軍団』自由国民社〈読む紳士録・企業人脈シリーズ〉、1982年1月。
- 『生保人脈 : 生死を計算する巨魁軍団』 続、自由国民社〈読む紳士録・企業人脈シリーズ〉、1982年6月。
- 『誰も気がつかないお金の儲け方』山手書房、1982年6月。
- 『セックス思考で突破せよ : ビジネス最前線』ベストセラーズ〈ワニの本 ベストセラーシリーズ〉、1983年4月。ISBN 4584005036。
- 『エクセレント・カンパニーIBMの人事管理 : 1兆円利益を生み出す社員教育』三天書房、1983年11月。
- 『エクセレント・カンパニーIBMの先端技術 : 高度情報社会の徹底研究』三天書房、1984年5月。
- 『エクセレント・カンパニーIBMの未来営業 : 世界を創るマルチ頭脳』三天書房、1985年2月。
- 亀岡大郎, 亀岡大郎取材班 編『これからは店を持たないヤツが成功する : 無店舗販売24社の実戦ノウハウ』山手書房、1985年3月。
- 『マイ・アパート : 家主から入居者までのアパート百科』青潮出版、1986年1月。ISBN 4915336069。
- 『IBMの人事管理』三笠書房〈知的生きかた文庫〉、1986年12月。ISBN 4837901360。
- 『IBMの未来営業』三笠書房〈知的生きかた文庫〉、1987年5月。ISBN 4837901603。
- 内外コミュニケーション研究会 編『IBMの危機管理』亀岡大郎、早稲田出版、2001年11月。ISBN 4898272282。